# 西遊記ヒーローGo空伝!
『西遊記ヒーロー Go空伝!』（さいゆうきヒーローごくうでん）は、小西紀行作のギャグ漫画。本項では続編である『ゴゴゴ西遊記 新悟空伝』（ゴゴゴさいゆうき しんごくうでん）と、スピンオフ作品である『ゴゴゴサンゴーキ 西遊記外伝』についても併せて記述する。

## 概要
三蔵一行が天竺へ向かう道中にて様々な妖怪が妨害するというのが大まかなストーリー。元々フジテレビ系で放送された『西遊記』をモチーフにした漫画だったが、ドラマ終了後も連載が続けられた。内容はブラックジョーク（暴力シーンやグロテスクな表現によるギャグ）が非常に多いものの、一部の話で繰り広げられるバトルシーンや感動シーンもある。また、作中で悟空たちが「天竺に到着して今度こそこの漫画を終わらせる」と意気込んだり、読者からの苦情ハガキを悟空が「（ハガキを出すほど）退屈なんだな」と愚痴を零したりと本作の連載を恰も自虐ネタのように皮肉るシーンも存在する。ただし設定などはほぼ本作オリジナルのもので、猪八戒が小柄な体格で気弱であるキャラクター設定や、初期に悟空が乗った筋斗雲が羽根のような形をしていたなど細部にしかドラマとの共通点がない。
『月刊コロコロコミック』では2006年1月号から2008年5月号、『別冊コロコロコミック』では2006年10月号から2008年6月号まで連載された。単行本は全4巻。
2008年6月号から2012年4月号までフジテレビ版西遊記に日本テレビ版西遊記をミックスした『ゴゴゴ西遊記 新悟空伝』が連載された。単行本は全9巻。2009年6月末にカードゲーム「妖怪大乱闘カードゲーム」が発売された。

## 登場人物

### 三蔵一行〈メインキャラクター〉
孫悟空
本作の主人公で、お調子者でやや短気なサルの妖怪。武器は主に如意棒。金斗雲も操るが、この金斗雲は4つある（詳細後述）。頭には金の輪っか「緊箍児（きんこじ）」を嵌められている（詳細後述）。
敵との戦闘では不意打ちを好み、正々堂々と戦うのは嫌い。本人は恥ずかしいとは一切思っておらず、寧ろスッキリするらしい。如意棒だけでなく、妖術を用いて敵を欺きながら倒すのがほとんど。敵の攻撃を妖術で逃れて反撃したり妖怪の特徴・能力を利用し撃破するなど、まともな戦法も使う。とどめの刺し方は袋叩き及びタコ殴りと暴力的。そしてかなり狡猾であり、悟浄や八戒を敵の攻撃から防ぐ盾の役目などに利用することも多いが、れっきとした正義感も備えている。また、敵が放ったミサイルを手掴みしたり光線を如意棒で弾き返すなど、超人的な能力を持つ。
昔は天界の神々相手に「汚い妖術、卑怯な戦法、悪魔のような兵器」を使って大暴れしていたという。その功績からか、悟空を倒して天下一を企てる敵も少なくない。
旅の仲間である悟浄とは頗る不仲で、敵の攻撃から三蔵と八戒を守るも彼だけはあえて助けなかったりノリで無意味に攻撃したりなど、本人も「アイツ嫌いなんで」「俺の憂さ晴らし程度にしか使えない」と認めている。だが利害が一致すれば協力することもある。
西遊記ヒーロー Go空伝!
悟浄・八戒のおまけとして旅に同行する運びとなった。当初は自分が三蔵の一番弟子であることを自称しており、同じく一番弟子を自称する悟浄・八戒とは一番弟子の座を懸けて大喧嘩をしでかすなど、非常に折り合いが悪かった模様。
主にボケだが本人もそれなりに酷い目に遭ったり、敵に対してツッコミを入れる機会も多い。
ゴゴゴ西遊記 新悟空伝
服装が変わり、炎をイメージとした服装となった。不意打ち大好きなところは相変わらず。そして卑怯であることを誇りに思っている。妖怪であっても女性へ暴力は振るわない主義だと主張後、あっさりと暴力を解禁したこともあった。相手が敵であると見做せばすかさず攻撃を仕掛けるため、三蔵に「少しは事情を聞きなさいよ」と諌められた（だが悟浄からは「しかし（相手が）悪である事は明確です」と解釈されている）。
三蔵が五行山に封じられていた悟空の下を訪れた際は、500年も待ち続けたためミイラと化していた（三蔵がカップ麺を作るため持ってきたお湯をかけてみると、3分で元の身体へ戻った）。
人間の心（特に純粋な心を持つ人間）の声が聞ける。
沙悟浄
悟空・八戒と同じく自称三蔵の一番弟子で、カッパの妖怪。基本的にクールかつ冷静沈着でツッコミを担うも、自信がないと言いつつノリノリでボケに回ることもある。体術に長けており、敵との戦闘では殴る蹴るといった肉弾戦を得意とする。美形。
悟空には一方的に目の敵とされている。彼とは日常的な喧嘩を行うほど仲は悪く、その喧嘩でボロ負けするのもしばしばだが後で悟空に仕返しするのはお約束。連載中期からは悟空にやられたり敵から酷い目に遭わされることが多くなり、八戒以上のやられ役となっている。
どちらかと言えば常識人の立場で、旅の道中でもよく書物を読んでいる。また、その本にGo空伝!及びゴゴゴ関連の宣伝が書かれてあったりする。
髪型は連載初期はおかっぱだったが、2007年5月号からさらさらヘアーに変わった。変えた理由として作者曰く「間違って描いたら、描きやすかったので…」とのこと。
西遊記ヒーロー Go空伝!
結婚詐欺をした罰として八戒と共に旅へ同行。また、八戒に50円負けて肉まんを売ってくれた（実際はぼったくった）肉まん屋に感極まったり、敵の熱心に同情したりと感動するポイントがズレている節がある。
カッパの妖怪なだけあって泳ぎは得意だが、激流は泳げない。持っている釵は愛着があるものの、使用回数はごく僅か。
ゴゴゴ西遊記 新悟空伝
緑を強調した服装となった。相変わらず悟空には酷い目に遭わされたり、喧嘩するところは変わっていない。武器は釵から月牙に変わり、前作の体術の他に気の刃を飛ばす能力を身に付けた。悪事を働いていた過去を持ち、三蔵の弟子になった理由も過去の自分を戒めるため。
また、敵の攻撃によって河童そのものに退化したことがあり、興奮時に顔の部分が退化してしまうという後遺症が残った時期もある。

猪八戒
悟空・悟浄と同じく自称三蔵の一番弟子で、ブタの妖怪。根本的にのんびり屋で弱虫だが、芯の強い部分もある。悟空からは頻繁に「人間ミサイル」の弾として扱われたり、非常食と呼ばれて丸焼き調理されたりと主に一行の道具として使われる。それでも悟浄ほどは酷い扱いを受けていない。一行の中で極端に背が低く、身長とポッチャリ体型をコンプレックスとしている。
冒頭ではおにぎりを食べていることが多い。
西遊記ヒーロー Go空伝!
リンゴを盗んだ罰として悟浄と共に旅へ同行（回想では知り合いの妖怪から仲間外れにされていた描写がある）。武器は釘□（ていは）だが、こちらも使用回数は極めて少ない。
ゴゴゴ西遊記 新悟空伝
黒と白を強調した服装となった。武器の釘□も九歯馬鍬に変わった。一人ぼっちだったところを三蔵から誘いを受け、弟子になった。本作でも体型を気にしており、彼の妄想では自分を美化している。
悟空ほどではないが妖怪を少なくとも3匹倒すなど、やられ役となるのが目立った前作に比べて実力を高めている。
三蔵法師（コウリュウ）
後述の理由で実質本作のメインヒロイン格、弟子の悟空たちのまとめ役を務める法師。多少天然気味で普段は冷静だが、妖怪を見ると気絶する癖(体質とも)がある（理由後述）。しかし、自分目当てでないあるいは自分に害を及ぼさない妖怪は平気らしい（悟空たちを見ても平気なのはそのため）。
西遊記ヒーロー Go空伝!
唐の領主から天竺にあるとされる経典を取ってくるよう命令を受け、お供に悟空・悟浄・八戒を同行させた。
物語が進むにつれて舌打ちや逆切れ、時としては怒鳴り散らすなど短気かつ乱暴な性格と化しており、ボケる機会が多くなる。勘違いで悟空を攻撃したりと盲目的なところもある。また、悟空と悟浄が喧嘩中の際は仲裁せずどちらか死ぬまで放っておこうとするなど、僧としての役目を忘れているような面が見える。
ゴゴゴ西遊記 新悟空伝
帽子に角が付いた。気絶癖は健在。悟空に対するお仕置きは金箍児による締め付けの他、帽子の角による「ドリルアタック」や鉄拳制裁の「高僧ナックル」「背骨クラッシュ」「宙返膝蹴＜ムーンサルトニースタンプ＞」など多彩で、プロレス技による暴力的制裁が多くなった。後述のベイゴマ、ヨーヨーといったパクリネタを連発した悟空たちを制裁する際には、イナズマイレブンのような技を出した。ダジャレにハマっていた時期があり、低レベルなダジャレもウケる上に自分のダジャレにも笑う。強運の持ち主であり、死なない自信があるらしい。祭りが好きな一面を持つ。所持している錫杖の先端は槍のように尖っている。
敵を疑うことを知らず、敵と味方の見分けがつけられない。罠にまんまと引っ掛かる、あからさまに胡散臭い天竺への近道が書かれた看板を怪しまず進むなどの描写もあり、高僧にしてはやや未熟なところがある。
終盤では男ではなく女であることが判明。実は元々本当の三蔵法師の妹であるコウリュウだったが、森でコンロン一味から襲われた際に兄が身代わりの末に犠牲となり、それを機に死んだのは兄ではなく自分だと周囲には誤認させた上で、兄の後を継ぎ自らが「三蔵法師」となった。

### 妖怪
三蔵一行が旅の途中で出会った妖怪たち。その大多数が食べると不死になれると噂される三蔵を狙っている（作中では黒皇が天竺へ旅立った僧を食べ、不死となったことから高僧を食べると不死になる噂が明らかになった）が、四つ手弁慶・美ーちゃん・炎魔など人的無害の妖怪もいる。大抵は出会ったその時には悟空などにやられてしまう。仲間割れして三蔵の肉を奪い合ったり、仲良く半分で食べようとする妖怪がいるなど弱肉強食の世界である。また、金蟹や黒皇など悟空を抹殺して功績を我が物にしようと企む妖怪もいる。
妖怪の名称は『西遊記ヒーロー Go空伝!』では名称のない妖怪も多々いたが、『ゴゴゴ西遊記 新悟空伝』からは名称も表示されるようになった。
紹介順序は月刊、別冊コロコロ掲載に準じている。

#### 西遊記ヒーロー Go空伝!
牛魔王
牛の妖怪で、三蔵曰く妖怪の中では悪名高いらしい。左角は昔、悟空との戦闘によって折られて以来悟空を恨んでいる。
金蟹・銀蟹との回では三蔵の自己犠牲に則る精神に心を打たれ、金蟹たちを倒した後は三蔵一行に加わろうとし、三蔵もあっさり受け入れたが後ろで歩いていた3号機に踏み潰されて結局一行への参加は諦めた。
ゴゴゴ西遊記での牛魔王
妖怪を引き寄せる「妖怪磁石」を所持して久々に再登場するも、三蔵一行からすっかり忘れられた上で悟空たちから面倒臭がり気味に戦闘態勢を入れられたり、三蔵一行に緊張感のない反応を取られながらも金箍児で動けない悟空を踏み潰そうとするが、三蔵の寝言によって金箍児が緩んだ悟空から回避され考え事の片手間に片手のみで倒されてしまうなど、全体的に登場時の扱いが悪かった。

大ワシ魔人
鷲の妖怪。三蔵を連れ去ろうとしたが、キントウン3号によって殴り落とされ絶命した。
ヒョウタン魔王
腰にひょうたんを提げた妖怪で、身体もなんとなくひょうたんに似ている。返事をした相手をひょうたんの中に閉じ込めて中の酒で溶かしてしまう他、ひょうたんは酒の他にコーラやオレンジジュースの入ったひょうたんがある。三蔵に化けた悟空によって自らがひょうたんの中に閉じ込められた。
四つ手弁慶
橋の上に立っていた、武蔵坊弁慶を髣髴させる四本の腕を持った妖怪。珍しい武器に興味があり、三蔵には興味を持たない。如意棒を手に入れようとするも悟空の折った半身をあっさりと川に捨てたため、如意棒の怒りを買い川へ突き落とされた。
ウママ魔王
八戒が野良馬と間違えて連れてきてしまった馬の妖怪。馬同様に周囲を把握するための耳を備えており、どんな攻撃でも避けられる。そのため悟空の連続不意打ちも躱したが、如意棒は折られて2本となっていたため隙を突かれ倒された。
猫俣
猫の妖怪で、動きが俊敏なためそれを生かした攻撃が得意。分身の術を使った悟空によって袋叩きにされた。
モグモグ魔王
三蔵一行を落とし穴に落としたモグラの妖怪。モグラだけあり、地面に穴を掘り地中へ潜ってからの攻撃が得意。悟空を苦戦させるが、最終的に巨拳の術を使った悟空によってモグラたたきのように地盤ごと押し潰される。
サボテン魔人
三蔵一行が荒野で見つけた仙人掌（サボテン）の妖怪。不意打ちを受けても平気な身体で、体中の針を飛ばして攻撃する「トゲミサイル」、体当たり攻撃が得意でこれらの同時攻撃によって戦死した者も多い。逃げ場を失った悟空を押し潰そうとするが、キントウン3号によって倒された（悟空も巻き添えを食らった）。
ぱ
『コロコロコミック』誌上で催された妖怪コンテストで優秀作品に選ばれた妖怪の1匹で、花のような尻尾が生えているキュートな妖怪。何でも食べてしまう癖と物理的な動きを含めて全ての反応が鈍い。知らない間に三蔵を口の中に入れており、それに気付いた仲間のつまよう人（下記参照）の逆鱗に触れ破裂点を突き刺されたものの、無反応だった。つまよう人が倒されて以降は三蔵一行によって勝手に仲間へ加えられたが、その時になってつまよう人による破裂点突きがようやく効いたことで派手に破裂してしまう。しかし本人は反応が遅すぎるため、自分が死んだことに気付いていなかった。
つまよう人
『コロコロコミック』誌上で催された妖怪コンテストで優秀作品に選ばれた妖怪の1匹で、全身が爪楊枝（つまようじ）で構成されている“ぱ”の仲間。突くと破裂する「破裂点」というものを一瞬で見つけられ、どんなものでも破裂させてしまう。残忍な性格で、上記にあるように三蔵を食べる妖怪なら仲間でも許さず、逆上して彼の破裂点を突き刺したほど。悟空に隙を突かれて両腕を捥ぎ取られその両腕で自身の破裂点目がけ所々刺された挙句に面倒臭がられ、身体を圧し折られて絶命した。
一つ目邪鬼
一つ目の巨大な妖怪。八戒を一撃であしらうほど強いが、変化の術で八戒に変化したまま分身の術を使用した悟空によって倒された。
イケメン鏡
『コロコロコミック』誌上で催された妖怪コンテストで優秀作品に選ばれた妖怪の1匹で、醜いものを美しいものに変える「イケメンビーム」を放つ。このイケメンビームで悟空・悟浄をイケメンにし（悟空は最初に心をイケメンにされ、その後は顔もイケメンにされた）、「イケメン喧嘩せず」の格言の下に戦意喪失、八戒をもイケメンのリアルな豚にして戦えなくさせた。しかし悟空にビームを反射され、自分がイケメンになってしまい悟空たち同様に戦意喪失、直後に岩へ激突してあっけなく絶命した。
雪だる魔人
雪だるまの姿をした妖怪。かわいい外見の裏腹に口から冷気を吐いて氷付けにする他、頭を砕かれても自分で雪だるまを作って元に戻れる。また外側からの炎は平気らしく、炎が本人の近くにあっても身体は溶けない上、炎にあたって寒さをしのいだが性格は天然（バカ）そのものである。悟空との戦いに夢中となった末、体温が上がって溶けてしまい絶命した。
イノシシ大王
牛魔王と同じ大きさのイノシシ。悟空の不意打ちを受ける前に突進で悟空を吹っ飛ばすなど、すさまじい突進力を見せつけた。また、八戒を「ブタは野生を捨てた動物」「ブタがイノシシと同属になった覚えはない」と見下しているような節がある。八戒との頭突き合いの末に八戒共々焼かれた。
ワケワ＝カメ3世
亀の妖怪。硬い甲羅を纏っており、如意棒が効かない他、牙は悟浄をも軽くあしらうほど強靭である。また、甲羅から出て俊敏に動くことが出来るが、防御力が減る。三蔵へ化けた悟空に敗れた挙句、甲羅を煮込まれメインディッシュにされかけたが三蔵に「あんな気持ち悪い物食べられるか」という理由で逃がしてもらう。
ミズミズ魔人
体中が水でできた妖怪。打撃攻撃が通用せず（自らによる打撃攻撃もできない）、相手の口に入り込んで身体を操る憑依能力を持つ。液体で構成されているため、地面につくと蒸発してしまう。また、気絶していたり死んでいる人の身体には留まれず、そのまま流れ出てしまう。悟空たちを退け、自身の考えた策で三蔵を食べようとしたが三蔵は自分を見てその場で気絶、そのまま地面に着地し蒸発してしまった。
ゴガギュドッ
岩に手足と角が生えた鬼。岩なだけあって悟空の術や如意棒が効かず、その防御力もさることながら攻撃力も高い。腕はロケットパンチのように飛ばすことができ、追尾性でたとえ逃げても追いかけてくるが悟空にそれを利用され、相打ちによって倒された。
象魔将
象の妖怪。鼻は伸縮可能で時には武器になる他、鼻からは粘着性の強い鼻水を飛ばして相手の身動きを取れなくし、耳を羽ばたかせることで空を飛べる。悟空によって叩き落され、自分の鼻水に墜落して動けない所をキントウン3号機により倒された。
ド・バット
蝙蝠の妖怪。容姿は通常の蝙蝠と変わらないが非常に大きく、一目で妖怪と分かる。吸血で戦闘不能に追い込み、敵を倒す。血の吸い過ぎでお腹が重くなり、飛ぶこともままならなくなってしまった。その後は動けなくなったところを悟空によってタコ殴りされた挙句、最期は悟空に吸った血で膨れたお腹を刺され、血を全部抜かれて干乾びてしまう。
骨魔鬼
骸骨の妖怪。見た目を利用し、死亡したフリをして人を襲う他、体をバラバラにされても折れていなければ再びくっつくことが出来る。また、他人の体の骨を押し出し、残った肉体に入り込む「骨チェンジ」を使うため、体を奪われた人は骨の状態になる。悟空の肉体を奪い、三蔵を丸飲みしようとしたが“わっか”で頭を締め付けられ、悟空の体から命からがら脱出。動けなくなったところを三蔵に気絶した拍子に頭を砕かれて絶命した。
キノコン
茸の妖怪。表の顔はかわいいが、裏の顔は非常にずる賢い上に残酷な性格という二重人格の持ち主で、鍋の中に怒り茸を入れて食べた人を同士討ちさせたり、毒キノコ鍋で人を毒殺させる。また、体から痺れ茸の菌をばら撒いて麻痺させる他、外見自体は毒キノコで、食べた者は毒により動けなくなってしまう。毒キノコスープを仕掛けて悟空を毒殺しようとしたが失敗、最後は“怒り茸”で凶暴化した三蔵により倒される。
金蟹 / 銀蟹
蟹の妖怪の兄弟。角がある蟹が金蟹で兄で、テンションが上がると長話になる傾向がある。弟の銀蟹は兄より一回り大きく、のんびりとした性格である。牛魔王によると妖怪の中では残酷な妖怪らしく、鋏は何でも切り刻み、口からは粘着性の高い泡「カニバブル」を吐き出し、相手を動けなくする。また、蟹なのに横歩きはせずに縦歩きで歩ける。悟空達を追い詰め、三蔵を食べようとしたが牛魔王に阻止され、キントウン3号機により叩き潰されて絶命した。
なんだっけな
『コロコロコミック』誌上で催された第2回妖怪コンテストでキャラクター賞に選ばれた妖怪。非常に忘れっぽく、「なんだっけなぁ」が口癖で、素手での勝負に弱いが、相手を自分と同じバカにする催眠術を使う。〝地獄の狩人〟もしくは〝地獄の処刑人〟と呼ばれていたらしいが本人はどっちか忘れてしまい、その残虐さから名前を知らない妖怪はいないらしく、本人は自分の名前は忘れて知らない。悟空達を倒し、三蔵を食べようとしたがブーメランを投げたことを忘れており、戻ってきたブーメランに刺さって自滅した。
ミン・ゴル
蝉の妖怪で、周りにもいる蝉同様に長くても2週間しか生きられない。鳴き声は空気を震わせ、この震動によってあらゆる物質は砕け散る。悟空を震動で粉砕したが粉砕したのは脱皮の術を使ってできた悟空の抜け殻だったため、抜け出た悟空により倒された。
豆イド
『コロコロコミック』誌上で催された第2回妖怪コンテストでアイディア賞に選ばれた人魚が食べて吐き捨てた豆が意志を持ち魚の姿になった妖怪。噛み付くことで、噛み付いた部分を感染させ、その部分のみ自分と同じように魚の体へと変化させる。水中戦に苦戦している悟空を丸飲みした後に三蔵を食べようとしたが、縮身の術で口の中に隠れていた悟空が元のサイズに戻ったために顎が外れ、動けなくなったところを殴られて絶命した。
オシャカ様
『コロコロコミック』誌上で催された第2回妖怪コンテストでインパクト賞に選ばれたパンツ一丁の妖怪。首飾りの水晶は冥界と繋がっていて、「三蔵一行に葬られし者」の一声で倒された妖怪を全員甦らせ、悟空たちの今までの苦労とこれからの人生を台無しにしようとするが全員が自分が仕掛けた落とし穴に嵌まり、悟浄により全員を冥界に戻し、最期は悟浄の説得により改心するが三蔵法師の肉を食べようとして説得を台無しにしたため、金斗雲3号機のビームにより倒され、存在自体がオシャカになった（冥界に行ってまで「ナイスオシャカ♪」と、生き様を貫いた）。
冥界の妖怪たち
悟空が今まで倒した妖怪たちがオシャカ様の一声によりこの世に蘇ったもの。大勢で悟空たちを倒そうとするが、地上の妖怪たちはオシャカ様が仕掛けた落とし穴に嵌まってしまい、大ワシ魔人とド・バットは八戒と悟浄に倒され、落とし穴にはまった妖怪は金斗雲3号機に踏み潰されそうになった。その後、悟浄に冥界に戻すように言われ、冥界に戻った。
サマヨイ幽霊
妖怪化した幽霊。既に死亡しているが成仏されることを恐れているため、三蔵法師を食べて成仏されない体になろうとしている。魂が大好物で、相手から魂を抜き取り、抜き取った魂を食べてしまう。霊化の術で幽体離脱した悟空にタコ殴りされた後に三蔵のお経により成仏したが、霊体になっていた悟空も一緒に成仏した。
ペタピョン
兎の妖怪。キノコン同様に二重人格で表は可愛らしい顔だが、恐ろしい裏の顔を持ち、粘りのある餅が手にくっついてしまったり、餅の付いた手を悟空の足で拭いたり、投げた餅がまた手にくっついてしまったりとボケることがあり、悟空たちから「めんどくせぇ妖怪だなぁ」と呟かれた。面倒なため友達がいない故にウサギは寂しいと死亡してしまうという迷信を信じており、三蔵法師の肉を食べて友達がいなくても死亡せずにすむ体になろうとしている。手にしている杵は餅を突く部分に人が触れると触れた部分をネバネバの餅にしてしまう。また、餅化してしまったら一度手で揉んで形を整え、火で軽く炙れば元に戻る（ただし、炙りすぎると食べ頃になってしまう）。悟空に餅化した部分を元に戻す方法を教えるように殴られて説得され、悟浄たちを元に戻すことを断ったが叩きのめされた挙句、最期は用済みになって悟空に如意棒で突かれてしまった。
土鮫
地中を自由に動き回ることができる鮫の妖怪。岩や地面からならどこからでも出現可能で、一行を襲う。岩の中に逃げ込もうとした際に悟空に石化の術をかけられて岩に潜れず衝突、体は粉砕されて絶命した。
ヒトノミおろち
蛇の妖怪。攻撃方法としては長い体を使い相手を締め上げたり、強力な胃液で相手を溶かす等がある他、牙の先端には毒が通っており、噛まれた相手は全身が麻痺し、身動きが取れなくなる。そのため、牙がかすった程度でも毒が回ってしまう。しかし、この能力を逆手に取られ、自分の体に横たわった幻影の悟空を噛もうとして、自分で自分を噛んでしまい、身動きがとれなくなったところを悟空に殴られて、絶命した。
ネムリギー
木の妖怪。頭の葉から相手を眠らせる花粉を撒き散らす。しかし、自分の周囲にも花粉が漂っているため、自分まで眠ってしまうこともしばしばある他、枝は単に持っているだけな上、足もあって土から出ることもできる。また、頭が折れてなくなっても生きていられるが、花粉の効果がなくなる。悟空の攻撃を真剣白刃取りの要領で受け止めたが、3号機のチョップは受け止めることが出来ず、そのまま潰れて絶命した。
魔ウス
鼠の妖怪。2008年がねずみ年ということで登場した。しかし、登場直後に悟空に殴られ、たった1コマで空の彼方へ吹っ飛んでしまう。
絶望
『コロコロコミック』誌上で催された第3回妖怪コンテストで優秀作品として選ばれた妖怪の一つ。ひどく絶望しており、「NO 希望」という褌をし、宗教、新聞の勧誘は一切お断わりの看板を持っている。攻撃方法としては絶望オーラを凝縮させ、体から射出する「ゼツボール」で、この技を受けた者はこの妖怪と同じようにひどく絶望してしまい、この技は対人だけでなく物にも通用するようであり、如意棒もこの技を食らって絶望した。如意棒がなくなった悟空を畳みかけようと、更に大きい「ゼツボール」を作るがその大きさ故に押し潰されてしまい、動けなくなったところを悟空に殴られた。
ポンポコリン
狸の妖怪。睡眠薬の染み込んだ料理を三蔵一行に食べさせ、その隙に三蔵を食べるという魂胆であるが、大声で唄って踊っていたため、一行にばれてしまった。また、気弱で唯一の特技が「変化の術」であることを自分でばらしてしまうなど、非常に天然ボケな一面がある。お腹を膨らませて打撃攻撃を跳ね返す他、頭の葉っぱをかざすことで変化することができる。また、お腹を膨らませ叩くことで衝撃波「ポコリン波」を発生させることができる。悟空と戦うも衝撃波を悟空に返されて吹っ飛んでしまう。
ゴチャマゼン
『コロコロコミック』誌上で催された第3回妖怪コンテストで優秀作品として選ばれた福笑いをモデルにした妖怪。ブサイクな顔だが、本人はイケメンだと思っている一方、悟空たちをブサイクと嘲笑している。顔がぐちゃぐちゃになっても自在に動かして元に戻すことができる他、触角から目・鼻・口の位置が絶妙のバランスに変わり、自分と同じようにイケメンにする「ゴチャマゼビーム」を放つことができる。そのため、当たった場合は目の配置がおかしいと距離感がつかめず、攻撃がうまく定まらないため、強い衝撃を与えてパーツを落とし、福笑いの要領で元あった場所に組み立てれば元に戻すことが可能である。悟空達を追い詰めるが距離感がつかめなくなり、ヤケになった3号機の破壊ビームに巻き込まれて絶命した。
ワワワ
『コロコロコミック』誌上で催された第3回妖怪コンテストで優秀作品として選ばれた腰に紙を提げ、手に釘を持っている藁人形の妖怪。紙に相手の名前を書き、胸に釘を刺して相手を呪ったり、願いを叶えたりできるが本人は釘を体に刺すことは「結構苦しい」らしい。また、釘以外のもので胸に刺しても願いは叶わないが、本人が死亡しても亡骸に釘を刺せば願いを叶えられる。三蔵法師が来るように胸にその願いを刺し、三蔵一行を自分のところへ招くことに成功、藁人形についての説明がてらに八戒の「髪を長くし、足・背・鼻を高くしてほしい」という願いや悟空の「悟浄を呪い苦しませる」という願いを叶えてみせた。その後、羽交い締めにした悟空の胸に釘を刺して止めを刺そうとしたが悟空に妖術で交わされ、自分の名前が書かれた紙に自ら釘を刺してしまった挙句、悟空を刺す際に悟空に「死んでください」と言ったことが仇となり、自分自身が願ったことが叶って死亡した。
ピヨヨ
雛の妖鳥（妖怪の鳥のこと）。大きい卵から孵るが生まれた姿は普通のサイズのヒヨコそのもので、かわいい見た目の割には雑食性で、木の幹や岩をも食べてしまう。また、卵から孵った後は急速に成長し、あっという間に成鳥になるが、成鳥になった場合は人間や動物を無意識で食べてしまう肉食性になる。成鳥して八戒や三蔵を食べ、その姿を面白がった悟空に「新しい非常食」になれと仲間に誘われるが断ったため、容赦なく退治された。
ミイラ男
長い間棺の中に眠っていたミイラの妖怪で、オカマじみた口調で話す。体中に巻かれている包帯で相手を同じようにミイラのようにぐるぐる巻きにしてしまい、弱い者や動けない者に対して強気になる。悟空と悟浄を包帯で身動きが出来ない状態にしたが回転をかけた八戒の人間ミサイルで包帯を巻き取られ、あっけなく退治された。
魔鬼物
たどり着いた天竺にいた経典の姿をした妖怪で、口調はオカマっぽい口調で話す。体に刻まれている経文の能力で、体から妖力を吸収する光線を出し、妖力を吸収された妖怪は普通の動物に戻ってしまう他、妖力を失った妖怪が再びこの光線を浴びると生命力を吸収されて命に危険が及ぶ。「不死になれば完全に妖怪を絶滅できる」と、悟空たちを倒して三蔵を食べようとし、世界平和＝妖怪全滅と知らされて戦意を失った三蔵一行を追いつめるも、経典を追い求めた三蔵自身の手により燃やされ、炎に包まながら自分が間違っていたのかを三蔵に訪ね、自身の平和を願う気持ちだけは間違ってはいなかったと言われ、その答えに満足しながら燃え尽きていった。

#### ゴゴゴ西遊記 新悟空伝
パ・ンダベ
パンダの妖怪で、身に付けている物を自分の物にしようとする癖がある。悟空の如意棒を自分の物にしようとしたが、悟空の不意打ちに阻止され、最期は悟空の金箍児を頂こうとし、悟空の髪の毛ごと外したが爆発機能がついた金箍児が頭から外れたことに反応し、その爆発に巻き込まれて爆死した。
武力王<ブリキング>
ブリキの妖怪で、自称「非暴力妖怪」。自分のことに自覚がないらしく、自分の行動や言動に自覚を持たない表現に悟空を苛つかせた。体は分離可能な上、内部には火薬が内蔵されている。三蔵一行と出会った際には自分がただの妖怪なのかただのブリキなのかで200年も悩んでいたが、「ブリキの妖怪だろ」と即答されて、悩みはあっさり解決した。三蔵の肉を食べようと戦闘態勢に移行し、ロケットパンチやミサイルで悟空を倒そうとしたが悉く避けられるが足で悟空を羽交い絞めし、首だけを分離して自爆させようとしたが、悟空のスポポの術で脱出され、悟空に頭を宇宙まで飛ばされてしまう。その後、胴体は首を飛ばした仕返しと言わんばかりに自分たちを盾にした悟浄と八戒と共に悟空を叩きのめして悟空に殴られるが火薬が内蔵されていることを忘れていたため、体共々爆発した。
デンデン
カタツムリの妖怪。左右の目玉を相手にぶつける「めだまアタック」（しかし、この技を使うと使った目玉を痛める）と体当たりする「デンデンアタック」(ただし、非常に遅い)が得意技である。食べれば酔いがなくなると認知して三蔵を食べようとするが悟空に阻止される。その後、事情を知った悟空に三蔵を食べさせてくれたが悟空は三蔵に塩を振りかけていたため、軟体動物であるが故に溶けてしまう。
ホー・ホホホイ
フクロウの妖怪。体内に砲弾を作り、その砲弾を吐き出す「ホーッホッ砲」が武器である。ホーッホッ砲で三蔵一行に攻撃し、仲違いで喧嘩している金斗雲2号と金斗雲4号を撃墜して使用不可能にしたが三蔵を食っている途中でキントウン3号機に出くわし、3号機の金斗雲パンチで殴られ、死に間際に「キントウンっていったい…なに!?」と言いながら吹っ飛んだ。
ビロギオ木材
木で出来た妖怪で、第4回妖怪コンテスト優秀賞の一人。ピノキオのように嘘をつくと鼻が伸びる。しかし、嘘に反応して伸びてしまう鼻に激昂し、自分自身で鼻をへし折った。首や手足などいろいろな部分が伸び、手足を使って悟空と悟浄を捕まえて、首も伸ばして三蔵の肉を食べようとしたが、三蔵が飲み込んでいた如意棒の攻撃を受けて倒された。
キョンピー
生きる死体。キョンシーなだけあって、死んだ時に額に札を貼られ、成仏できずに体が膠着状態のまま動き出した。そのため、素手で殴っても脹れてしまうほど硬くなっているが関節も硬くなっている他、額の札をはがすと体が崩れて成仏するが、予備の札も貼られている（これは彼が死亡した際に両親が貼ったらしい）。また、相手に噛み付くと噛んだ相手と同じ姿になり、関節が軟らかくなるが逆に打たれ強さがなくなる。三蔵を食べようとしたが体が硬いため、食べることが出来ず、そこで悟空の拳に噛み付き、悟空と同じ姿になるが前述の通り打たれ強さがなくなり、悟空に形勢逆転される。しかし、悟空はあまりの暑さで体が発火して戦意を喪失してしまい、その隙に三蔵を食べようとしたが悟空の体質もコピーしてしまい、発火してその炎が札に燃え移ってそのまま灰となった。
ねっちー♀
「むむ〜」と「 - っち」が口癖のおっとりした妖怪で、第4回妖怪コンテスト優秀賞の一人。非常に面倒臭がりな性格で、首長竜のような長い首、鳥のような翼、猫のような耳、極端に短い脚、気の抜けた顔が特徴である。必殺技パート1「アクビーム」：欠伸のような波長を出し、これを浴びるとだれでもコイツと一緒の性格と姿になってしまう。必殺技パート2「首マフラー」：長い首を使って相手を絞めつける。必殺技パート3「首ハンマー」：大きな頭をハンマーのように相手に向かって打ち付けるが、自分の顔がボコボコになった。キントウン4号が嘔吐したことで回復、本領を発揮した4号機に圧倒され、アクビームで自分と同じ性格にしたが、放り投げた三蔵をぶつけられて倒された。
しけちゃんマン / しけちゃんマンロボ
「正義のヒーロー」と自称する妖怪で、第4回妖怪コンテスト優勝賞の一人。やたらと自信満々だが、悟空たちから湿気た態度を取られた。得意技は相手を湿気させる「しけドーム」と光線技「しけシウム光線」を放ち、しけしけパワーが満タンになるとしけちゃんマンロボを呼び出す。しけしけパワーが満タンになり、しけちゃんマンロボを呼び出し、悟空たちに戦いを挑むが、キントウン3号機に指一本で破壊され、しけちゃんマンロボに搭乗していた自身も圧死した。
マガレイ
「曲がれい!!」と命令するとどんなものでも曲げてしまうスプーン曲げの派生技のような超能力を持つ胴とは裏腹に顔がイケメンな妖怪。悟空の頭をも曲げてしまうパワーを持つ。しかし、一回に大量な体力を消費するらしく、ほんの一回するだけで体が干からびて硬くなってしまう。悟空達を退け、最期は硬くなってしまった腰を曲げようと超能力を使ったが‘5回に1回の失敗’をしてしまい、体が真っ二つに折れて絶命した。
凶タコ
大長編に登場した村人を襲ったタコの妖怪。大長編の冒頭で妖怪ハンター・ライアー（後記）に利用され、切り捨てられた。
ベロー一族
同じく大長編に登場したライアーの仲間と思われる両生類のような姿をした人型の妖怪の総称。ライアーがいないところを狙い、村を襲ってきたが、実はライアーと繋がっており、三蔵を競売と称して2000万から買い取った（最大5億）。その後、三蔵を助けに駆けつけた悟浄と八戒に次々と倒され、最後には悟空に妖術で全滅された。
ブーメランラン
ブーメランのような頭をした妖怪。頭部は分離可能で飛ばして攻撃する「頭ブーメラン」が得意で、木や岩をも真っ二つにするほどの切れ味があり、正確に戻るコントロール性もあるが頭がない状態でのキャッチは難しいらしく、自分も目を回してしまうという欠点がある。また、心臓は首のところにあり、首を攻撃されていなければ平気らしく、頭が胸に刺さったり体が真っ二つになっても平然としている。胴体を悟空に巻きつかせ、身動きが取れない状態にして悟空の頭を切断しようとするが頭部に入ってしまった如意棒で顔を横長にして回避されてしまい、後ろで羽交い絞めしていた胴体の首を切断して絶命した。
テン・スィー
顔が厳つい堕ちた天使だが、実は悪魔である。神につけられた天使の環によって悪の心を封印されており、環が外れると悪の心が湧き出てきて性格が豹変するが、また天使の環は他の人が頭につけると性格が穏やかになる。また、口から光線を発射して攻撃を行う。
落ちてあった環を悟空の頭につけて戦意喪失させ、その内に三蔵を食べようとしたが、気が付いた三蔵の唱えたお経に反応した金箍児に頭を締め付けられ、それでも立ち上がろうとしたところを三蔵のお経連発により頭を圧迫され過ぎて絶命し、同じく金箍児に締め付けられ過ぎて死亡した悟空と共に昇天した。
ドカンちゃん
火山の妖怪。容姿は人間の女性であるが、頭頂部に火山があり、噴火（作中の表記では爆発）する。頭の火山を噴火させて悟空たちを圧倒し、再び噴火しようとしたところをキントウン3号機に指を突っ込まれて投げ飛ばされそうになるが、3号機が突っ込んだ指が抜けなくなったことで噴火が詰まって火山が暴発してしまい、それにより火山そのものを失ってしまう（それでも感情が高ぶると爆発する習性は健在である）。その後、お嫁にいけなくなったと駄々をこねたところを悟空から結婚できる確率が上がったと諭された為に自分よりも強いという理由でキントウン3号機に求愛し、色々とあった末に結婚したが、最近は3号機の出番が少なく家計が苦しいため、8巻収録『オマケのドカンちゃん』では次巻（9巻）の宣伝係に就任した。また、3号機と食事の約束をしていた際にその3号機が約束をすっぽかしてまで悟空のところに駆けつけたところ内心では3号機が叱られるのを恐れたことから3号機を尻に敷いている様子も見られた。終盤ではコンロン一味と対峙する悟空たちの救援として3号機と共に駆け付け、コンロン一味の幹部と戦う。
白（はっく）ちょん
白鳥の妖怪で、第5回妖怪コンテスト優勝賞の一人。普通の白鳥に比べて体が大きく、風邪気味で、くしゃみ（しかも、人に向かって）ばかりしているがそのくしゃみにかかった者はバレリーナのような衣装に変わってしまい、性格が優雅になってしまう他、風邪引きがうつる。風邪を治すことを目的として三蔵の肉を狙い（不死にはなるが、風邪にも効くかどうかは定かではない）、くしゃみで悟浄と悟空をバレリーナ状態にし、八戒が悟空のくしゃみにかかってバレリーナ状態になった後は風邪で食欲が出ずに彷徨っているところを近くに店仕舞い中だった1号機の薬屋で2000万円もぼられて薬を購入し、2個飲めばすぐ効くと考えて2個とも服用したが、実は片方が爆弾団子であるために風邪薬と一緒に飲み込んだ直後に爆死した。
鬼義理（おにぎり）
おにぎりの妖怪。おにぎりに角と顔、手足が生えたような姿をしている。おにぎりであるにもかかわらず、朝はパン派という一面がある。体の一部をもぎ取ることができ、その際に気分を悪くするが、もぎ取った部分をごはんで盛れば回復する。また、口から米を吐き出す。体の中には鮭や明太子などのおにぎりの具が入っており、どれも最高級品である等の具に対しても拘りがある。捕まるとおにぎりのように握られ、握られた場合はゆっくり引っ張ることで元に戻る。かつて空腹で彷徨っていたところを偶然通りかかった僧侶に救われ、以降はその義理から空腹で困っている人を見つけては助けている。おにぎりを悟浄と八戒をおにぎりにし、ごはん粒で動けなくなった悟空の髪の毛ミサイルを悉く回避するが、地面に刺さった髪の毛が引っ掛かって体が崩れてしまい、握ってほしいと悟空に頼んだところを「殺そうとした奴が言うな!」と断られ、最期は悟空の如意棒に叩かれて絶命した。
オマーエエビ
エビの妖怪で、第5回妖怪コンテスト優勝賞の一人。目玉が飛び出ており、常に激昂している。両手の鋏から光線「オマーエキャノン」を発射し、この光線を受けた者はオマーエエビのように目玉が飛び出て、うざさも引き継がれる。三蔵を食べればイケメンになれると思い込み、三蔵一行の前に現れて、オマーエキャノンで悟空と悟浄の目玉を飛び出させるが、三蔵をおとりにして口を開けたところを如意棒で貫通され、それでも如意棒を抜こうとしたところを悟空の一声で曲がった如意棒により体を曲げられて絶命した。
美ーちゃん
丸い体の妖怪で、第5回妖怪コンテスト優勝賞の一人。可愛い名前をしている割には顔が不気味である。衝撃を受けると「死の粉」という粉が吹き出て、触れると大爆発を起こす為にこの粉のせいで敵のみならず、仲間も殺してしまっているために敵味方から「仲間殺しの美ーちゃん」と忌み嫌われていた。また、自分がこの粉の爆発に巻き込まれてもなぜか死亡せず、300年くらい生きている。悟空と戦うが、不死には興味がなく仲間が欲しかっただけだった為に三蔵一行に加わろうとしたところを事情を知らなかった悟浄に肩を叩かれた反動で死の粉を噴出させてしまい、三蔵一行を巻き込んでしまう。その後、三蔵一行の全滅を目の当たりにしたことで「今度も無理だった」と判断し、他の仲間を探しに旅に出て行った。
カマンキリ
前足の鎌が草刈り用の鎌になっているカマキリの妖怪。普段はオカマじみた口調だが、怒ると言葉遣いが乱暴になる。鎌は切れ味抜群で、切られた本人が気付かないほどである。自分の美しさを永遠に保つために三蔵の肉を食べて不死になろうとしたが、最後は切り刻まれた大量の如意棒に一斉に突かれて絶命した。
ウフォー
三蔵一行の前に突如と姿を現したUFOの妖怪。アダムスキー型の体に生々しい人間の手足という気持ち悪い体形をし、地球人と妖怪を文明が低く野蛮と卑下している。目から岩をも溶かす「UFOビーム」を発射し、頭部からミサイルを発射する。また、体は非常に硬い。硬い体とUFOビームで悟空たちを追い詰めようとするが、援護に駆けつけたキントウン3号機と対峙し、3号機に力の差を見せ付けられ、手足も出せない状況に陥る。その後、3号機がエネルギー切れになっている間に三蔵を食べようとするが、ぜんまいを巻かれてエネルギーが充填した3号機によって木っ端微塵に破壊された。
朽ちビル
ヒルの妖怪。凶暴であるが、つぶらな瞳にたらこ唇が特徴的と可愛い顔付きをしている。また、体から水分を吸い取り、肉体を干からびさせられた相手は少しの衝撃で粉々に砕かれてしまう。「俺1人相手に3人ではズルイ」と頭数による敗因を考えた牛魔王により連れて来られたが、いざこざの末に水分を吸収しきって満足したのか、最後にはどこかへ去って行った。
バブー
知らない間に三蔵一行の後についてきた赤ちゃんの妖怪。愛くるしい姿の裏腹に性格は狡猾で、自らの愛くるしさで相手を惑わし、その隙を狙って攻撃するなどの卑怯な戦法を使う。目からは相手を昔の姿や未来の姿に変える「進化・退化ビーム」を発する。文句を言う八戒を100年くらい進化させようと進化ビームを発射するが、駆けつけた悟浄の頭の皿が反射してしまい、自身が当たって老人になってしまう。その後、どこかへ逃げ去って行った。
炎魔
洞窟の奥で水浴びをしていた炎の妖怪。目から炎の涙を流し、水を浴びると小さくなるが、燃えやすい物に触れると元の大きさに戻る。また、この体のせいで火傷をしてしまうため、他の妖怪から嫌われていた。三蔵一行を来させる為に天竺への近道というでっち上げの看板を設置し、洞窟の奥で三蔵一行を待ち伏せしていたが、後に目論見通りにやって来た彼らに前述のことを伝え、それを聞いて怒った悟空に顔中コブだらけになるほど鉄拳制裁を受けて謝罪した。その後、三蔵にみんなの役に立つように生きろと悟され、三蔵一行を洞窟の出口へ送った後は「悔いの無い生活を送る」と誓い、三蔵一行に別れを告げた。
クラゲン
クラゲの妖怪。手足には無数のトゲがついており、刺さったトゲはクラゲの足に成長し、更に体が麻痺する毒もある。また、自分の毒は回復が早いらしい。体に三蔵の帽子のつのが刺さって動けなくなり、最後は太陽の光で干からびて絶命した。
ムシャーン
武者の妖怪。歯磨きをしたことが全くないため、歯が一本しかない上に口がかなり臭いが、その口の臭さのお陰で命を救われており、更にその口臭を利用し、相手に吐き出して気絶させる「口臭波」を発する。また、武器は槍で、強い衝撃を受けると黒ひげ危機一髪のように鎧から飛び出す。妖術の反動で細くなってしまった悟空に追い討ちをかけるが、顔の筋肉を強化させた悟空の頭突きを受けて絶命した。
“佳作”妖怪の皆さん
第6回妖怪コンテストで佳作に選ばれた妖怪たち。「仲良し10人組」と名乗り、三蔵一行に襲いかかったが、キントウン3号機のボディプレスにより全員潰されて絶命する。
虎馬
虎と馬が融合したような妖怪。
ぜぇ〜うす
天使の姿をした木臼の妖怪。
生物妖怪さしみん
刺身の妖怪。
魔っチョウ
マッチョマンに蝶の羽が生えたなんとも不気味な妖怪。
キンカ
金塊の妖怪。
トウメイインゲン
サヤインゲンの妖怪。名前の通り、体が透けている。
りんガーン
リンゴの妖怪。名前の通り、ショックを受けたような顔が特徴。
ブーせん
風船の妖怪。空気が抜けて凋んだような顔が特徴。
ドスコイン
横綱の姿をした百円玉の妖怪。
おっさんま
秋刀魚の妖怪。

ハードボイルド
ゆで卵の妖怪で、第6回妖怪コンテスト大賞の一人。いかにも紳士のような格好をし、左目にレンズを掛けており、そこから人の考えていることが見え、それを秘技「御見透視」と呼んでいる。そのため、悟空の不意打ちが外れた（しかし、目隠しをされると見えないせいで秘技が使えなくなるという弱点がある）。秘技を駆使し、悟空たちを全滅にまで追い詰め、そこに駆けつけたキントウン3号機の技をもあっさり読んで回避するが、悟空が起こした3号機の自爆に巻き込まれ（本人は爆発することが読めなかったため、よけられなかった）、落下の衝撃により絶命した。
ニョキン
ろくろ首の妖怪。小さい体に長い首なだけに三蔵一行から「バランスがおかしい」と指摘される。飲むと体の一部が伸びる「ドッカノビール成分」が含まれている水を飲み、巨人になることを夢見ている。人を丸飲みすると喉につまって死にかけるのが悩みであり、三蔵を丸飲みしようとした時も喉に突っかかって飲み込めず吐きだした。悟空と悟浄（あの水を飲んで体が伸びてしまったため）を必殺の“首バット”であっさりと飛ばし、残った八戒を“首台風（くびタイフーン）”で吹っ飛ばそうとしたが、回り過ぎて自分がふっ飛んでしまい、空の彼方へと消えて行った。
ハイエナ
「大長編“永遠の死”」に登場した名前の通りハイエナの山賊妖怪。黒皇と白皇に雇われ、村にやってきては村人の子供たちを攫っており、連れて行かれる息子を救おうとした父親に瀕死の重傷を負わせたが、悟空に阻止されて倒され、最期は敗退を見咎めた黒皇と白皇に見限られた上で白皇によってヒョウタンに入れられた。
白皇 / 黒皇
同じく大長編に登場した最強の山賊妖怪。白皇は好戦的かつ極悪非道、黒皇は冷酷非情な性格で、白皇は名前を呼ばれたものを吸い込み中の酒で溶かしてしまうヒョウタンを持っている（悟空はヒョウタン魔王と交戦したことがあるため、その仕掛けをすぐに見破った）。また、黒皇は昔天竺へ旅立っていた高僧を食べたために不死身の体を持っており、故に三蔵を食べようとする白皇に対して「自分は（もう不死の体を手に入れたから）三蔵には興味は無い」と主旨のセリフを言っている。圧倒的な力で悟空たちを追い詰めるが、白皇は悟空の入れ替わりの術と自爆によって倒され、黒皇は白皇と入れ替わった悟空に名前を呼ばれてヒョウタンに吸い込まれてしまい、更には不死身の体であるために永遠の生き地獄を味わう羽目になる。
チュウリップ
チューリップの妖怪で、第6回妖怪コンテスト大賞の一人。相手に接吻し、口付けした部分を腐爛させる。また、口から霧を吐き、相手の視界を奪う「五里霧チュウ」という秘技も併せ持ち、頭の雌蕊には腐った部分を戻す蜜が蓄えられている。接吻で悟空たちを腐らせ、三蔵を食べようとしたが悟空に阻止される。その後、誤って口付けしてしまい、腐らしてしまうが頭の蜜を出して元に戻した。しかし、そのところを悟空たちに目に付けられ、花弁と雌蕊をほとんど毟り取られてしまた挙句、最期はくしゃみの反動で体に接吻して体を腐爛させてそのまま蒸発した。
ヌルリン・ドロリン
体中が粘膜に包まれた妖怪。かなりのダジャレ好き。ヌルヌルの粘膜に包まれている為、打撃攻撃が通用しないが、その粘液のせいで物が掴めない。また、体の粘液を地面に飛ばし、立ち上がれない状態にする。駄洒落を言いながら三蔵一行の前に現れ、粘液で悟空たちの攻撃を無効化し、更に悟空と八戒の周囲に粘液を飛ばして動けなくした後に三蔵を襲うが、「三蔵、逃がさんぞー!!」に反応してずっこけた三蔵に躱され、遥か彼方へ飛んで行ってしまう。
シロクマン
白熊の妖怪。熊のフリをして“死んだフリ”をした者を餌として食べていた。悟空同様不意打ちをつかう。爪で相手を裂く“白熊の爪”、爪を飛ばす“クローミサイル”、息を吐き相手を凍らせる“白熊冷結吐息”と、ねっちー♀（前記）と同じく必殺技が多い。八戒の火豚の術の炎が毛に燃え移り、黒く焦げて絶命した。
キンキン
“ビックリ菌”という菌が集まってできた菌の妖怪。見るからにビックリしている顔だが、ビックリしている時の顔とはまゆげが若干違っている。体が菌でできているため打撃が通用せず、どこにでも穴が空く他、自分の菌をばらまいて相手に吸わせる技を持ち、彼の菌を吸うとなんにでもビックリしてしまう。ビックリ菌に罹ってしまった悟浄と八戒に続き悟空にも菌をばらまいたが菌が悟空の鼻につまり、くしゃみをしてしまったことで、体についた菌が全て吹き飛んでしまった（その時点でビックリ菌の効き目も切れた）。その後、如意棒で殴られてあっけなく絶命した。
キャンドゥール
蝋燭の妖怪。頭の炎は自分の命を表しており、この炎が消えると絶命する。常時持参している拳銃は火炎放射器のような仕掛けになっており、頭の炎が消えた時の点火だけでなく、武器としても使用でき、他にも相手に自分の炎と同じ仕組みの蝋燭をつける。身を隠して焚き火に成り済まし、三蔵一行をおびき寄せ、悟空たちに蝋燭をつけて迂闊に動けなくさせたが、頭の炎が消えて気絶したところを悟空に拳銃を奪われ、最後はその拳銃で頭部ごと燃やされて悟空たちの焚き火にされてしまう。
達磨大使
ダルマの妖怪。「ダルマハンマー」という武器で、ダルマ落としのように体のパーツを抜き出すことができる。悟空の飛び出した目玉を気に入り頭を入れ替え、かつ悟浄の足を付け替えとんでもない姿になったが（本人は「超カッコイイ♪」と自画自賛していた）、三蔵をかついで逃げる八戒を追いかけている時に偶然三蔵が起き出し、自分の姿を見て「ギャー化け物ー!!」と叫んだところで後ろを振り返り、その勢いで目が抜けてしまい（ある事情があり三蔵のせいで抜けやすくなってしまったため）、また前が見えなくなってしまう。その後は八戒に自分のハンマーでパーツを抜き取られ、吹っ飛んで行った。
フグリン
フグの妖怪。浮遊しておりヒレで移動ができるが移動は遅いため、よく風に飛ばされる。体中からトゲを出すこともでき、そのトゲには毒が含まれており、刺さるとフグの如く膨れ上がるが、ただ死亡しないらしい。風で飛ばされないように自分のトゲで体のツボを刺激して筋肉を増強させ、勢いそのままで三蔵の肉を食べようとしたが、飛びかかった拍子に風に飛ばされてトゲが岩に刺さって動けなくなってしまい、最後は悟空に如意棒で退治された。
桃太郎
一発屋ヒーローで、正真正銘実在の童話『桃太郎』の主人公と同一人物。作中の世界ではあれから何十年か経っていたらしく、おっさんとなっている。所持している黍団子（何十年も経っているので腐っている）は食べると容姿が大きく変わって本来の力を引き出し、命令には逆らえなくなる他、武器は鬼を切りまくったと本人は豪語する名刀『桃鉄』（手入れを怠っていたために錆びて抜けなくなっている）を扱う。昔のような人気者に戻ろうとして桃に入り、川に流されていたところを三蔵一行と出会い、悟空達を妖怪と知ると退治して有名になろうとしたが、三蔵が止めると今度は三蔵を食べて不死になることで有名になろうと思いつく。その後、悟空との戦いの最中で黍団子を食べて凶暴な妖怪になった八戒で「仲間を攻撃できまい」と言って操り、悟空を倒そうとするも通用するはずもなくあっさりと八戒は倒され、その時に悟空が使った如意棒に対抗するために『桃鉄』を使おうとしたところを上記の通り抜けずに不利に陥る。その後は自分で黍団子を食べることでパワーアップして悟空を圧倒し、一気に三蔵を食べようとしたが、上記の通り腐っていた為に腹を壊してしまい、そのまま苦しんでいたところを三蔵の差し出した薬によって回復し、その行動に心を打たれて三蔵一行に入る。その後、川に架かっていた橋を渡ろうとしたが、橋が腐っていた為に折れて川に落ちてしまい、そのまま流されてしまう。
ハニー・ワン
はにわの妖怪。肌がはにわであるためか体が壊れやすいが、接着剤ですぐに元通りになる。関節部分にポリキャップを使っており、関節も動く。当たるとはにわになる“ハニワール光線”が得技である。悟空に蹴りをお見舞いして下半身を壊したが、自分も衝撃で足が粉々になり、やむを得ずハニー・ツーと合体した。
ハニー・ツー
ハニー・ワンがまたがっている馬のはにわの妖怪で、蹄には蹄鉄が埋め込まれている。上記のように見るからに不利な状況になったためハニー・ワンに呼ばれたが地面につまづきて衝撃で頭が壊れてしまい、そこでハニー・ワンはこの馬と合体し、はにわケンタウルスとなった。その後、悟空と八戒を踏みつぶそうとし、後に悟空と悟浄が合体したはにわの技月面水爆（ムーンサルトプレス）を食らいそうになり、ハニワール光線ではにわにした後に蹴り壊そうとしたが、体当たりを受けて悟浄の体もろとも粉々になってしまう。
スターマン
流れている時に聞いた三蔵一行の願いを叶えるためにやって来た流れ星の妖怪。星は頑丈にできているため打撃が効かない。また、流れ星なだけにスピードが速いようで、どんな願いも叶えてくれる「スターステッキ」を持っている。しかし、願いは一人に一つまでという規則となっており、人殺しを頼んだ悟空に「人でなし」と言われた（願いは「悟浄即死」）。一行の願いを叶え、今度は気がねなく着地したいがために「三蔵の肉を食う」という自分の願いを叶えるため戦闘になり、キントウン3号機に攻撃され、止めを刺されそうになった時に必殺技「スターフラッシュ」で悟空たちの視界を奪った。その後、邪魔がなくなったところで三蔵を食おうとするが、とっさにステッキを見つけた三蔵が「私の前から消えろ妖怪!!」と叫んだために同じ妖怪である悟空たち共々宇宙の彼方の惑星まで飛ばされた。
ドロドロ
全身が泥でできた妖怪。ミズミズ魔人、ヌルリン・ドロリン（いずれも前記）と同じく打撃が効かず、こちらも攻撃できない体質で、三蔵を食べて太陽の光で乾かずに済む体を手に入れようとしている。上記の通り攻撃できないが自分の周りの土を泥に変える能力があるらしく、それで相手の動きを封じて溺れさせるのが主な戦法である。また、上記の通り太陽の光で乾いてしまうが炎は通用しない。悟空達を泥に沈めて動けなくさせたところを好機に三蔵を食べようとするが（その際「泥だらけだけど食べても大丈夫かなぁ……」と自己否定をしていた）、悟空の分身（白髪を使用したのでハゲ頭の老人になってしまった）の出した分身（こちらも全員ハゲの老人）たちが一斉に起こした太陽反射の光により全身の泥が乾いて絶命した。
ケロロ軍将
カエルの妖怪で、ペタンコに踏まれても平気にする為に三蔵の肉を狙う。その長い舌で相手を飲み込むのが得意だが自分より身長の高い相手を丸呑みする上に直ぐには消化されない為、かなり不恰好になってしまう他、飲みこんだ状態で胴体を攻撃すると飲み込まれた方にダメージが行く。また、その舌には獲物を捕らえやすいように粘液が出ており、それを地面につけて相手を動けなくする。普通のカエルの振りをして近づいてきた三蔵を一度は口に含むことに成功するが直後に後頭部に如意棒の一撃を喰らって吐き出してしまう。その後、悟空が盾に使った悟浄を飲み込み（その為、前記の通り不恰好になる）、一旦は悟空に叩きのめされ、それでも舌の粘液で形勢逆転し、再び三蔵を飲み込むことに成功するが、その三蔵は如意棒を変化させた罠であり、その直後にその飲み込んだ如意棒を伸ばされて体を貫通されて絶命した。
キモーン
タコのような胴体にブサイクな顔立ちが特徴のキモイ妖怪。後からやってきたタマゴンに食べられて卵にされてしまい、最後は悟空によって割られてしまう。
タマゴン
卵の妖怪。食べられると卵にされ、元に戻るには割らずに温めて“ふか”させておかないといけない（割ったら白身と黄身だけの姿になってしまう）。また、舌は白身と黄身になっている（それを齧った悟空は吐いた）。まだ生まれたてである為に長生きしたい理由から三蔵を食べようと目論み、隙を見て悟浄と八戒を食べたが、悟空に如意棒で突かれて卵を吐き出した。その後、悟空に叩きのめされ、このまま死亡してはなるまいと自分の全てを分け与えた分身（本人は“息子”と呼んでいる）である大きな卵を吐き出して分身に全てを託そうとしたが、その分身は悟空に食べられてしまい、最終的には自身も絶望しながら静かに息を引き取った。
やかん魔神
やかんの妖怪で、別冊コロコロコミック2003年6月号に掲載された同作者による読み切り漫画『やかん魔神』のキャラクター。やけに大きい顔にグラサンをつけ、胴体がやかんになっている（このやかんは服のような物らしく、脱ぐことも可能）。武器は注ぎ口から出す熱湯だが、この熱湯はただ単に火傷させるだけの物である。また、胴体のやかんを相手に向けて擦るとヒョウタン魔王のひょうたんのように吸い込むことが出来るが、こちらも只単にギュウギュウに押し込まれるだけで、その戦い方は到って地味且つ普通である。風呂を沸かしてそれに入っていたところを三蔵一行に会うが、本人は気付かずに自分の作戦を喋ってしまったため、戦闘になる。その後、そのやかんに悟空と八戒を吸い込むことに成功するが、吸い込む前に悟空に吹っ飛ばされてボコボコになり、不意にやかんを擦ったところを注ぎ口が自身に向いていたため、やかんから抜けて吸い込まれてしまい（満員だった為、下半身のみが注ぎ口から出てしまう）、穴から顔を出した悟空に「下ネタはお断り」と如意棒で外に押し出され、どこかへ飛ばされた。
ブッタ
ブッダのような格好をしたブタの妖怪で、妖怪コンテスト2010優秀賞の一人である三蔵の僧学校での同級生。成績1位で入学したエリートを自称している。10年間周りの草を食べるため手を伸ばしたり、野良犬をぶっ飛ばすため腕を鍛えていたため腕が発達しており、それを利用した技“ブッタ奥義　ぶったたき”を使う。体が固く座禅が組めなくて困っているところを三蔵に助けてもらうが、足が戻らなくなってしまう。その後、三蔵にもう一度助けてもらおうとするも「飽きたから」という理由で見捨てられ、10年も座禅しっぱなしの状態になり、この頃から三蔵を憎み、10年後にやっと歩けてから恨みを晴らすため三蔵と遭遇して倒そうと目論む（しかし、三蔵本人はあの日のことは忘れていた）。その後は悟空達を圧倒して三蔵にも攻撃を仕掛けたが、悟空が放ったヨーヨーの糸が絡まって動けなくなり、最終的には悟空たち共々パクリネタに怒った三蔵の制裁に巻き込まれた。
ヒョットコーン
ひょっとこのような顔をした妖怪。祭り囃子のように口笛を吹きながら踊って笑いを取っているが喋ることもでき、本人は自分の格好を気に入っており、『変』と言われると傷つく。永遠に踊り明かすため、三蔵を食べて不死になろうとする。顔に触るとひょっとこ顔になり、彼の口笛の音で勝手に踊ってしまう（彼が死亡しない限り、一生元の顔には戻らない）。また、踊りは元々防御技で、ヒョットコ拳法“防御の舞”と言い、躍りながら避けるものである。悟空、悟浄をひょっとこ顔にしたが悟空の鼻水が口にくっ付き、悟空が鼻水を吸い、ゴムのような原理で戻ってきては殴られるという状態が約20回続いた末に絶命した。
ジョン・レモン
平和を愛するレモンの妖怪で、妖怪コンテスト2010優秀賞の一人。歌で平和を訴えながら後述のドクドックと共に旅をしており、平和主義で、弱い者いじめを嫌うが歌う歌の中で毒を吐いたり、動物虐待と言えるようにドクドックの上に乗ったりなど、平和主義者とは程遠い様子が窺える。汁がなくなりそうになっているため、ドクドックの提案により三蔵を食べて不死になろうとし、ドクドックとの連携技である、周りに毒を撒き散らす“ジャイアント・毒（ドック）・スイング”を使用した。しかし、汁を全て使い果たしたため毒が廻って絶命、ドクドックと共に地獄へ行った。
ドクドック
犬の妖怪で、妖怪コンテスト2010優秀賞の一人。体内に毒が含まれており、喜び、怒り、悲しみなどの感情が変化するたび毒が吐き出され、毒を治すにはジョン・レモンから出る汗（レモン汁）を浴びなければならない。そのため、ジョン・レモンは歌を歌って出た汗で毒から身を守っている。「三蔵を食べて不死になれば毒も怖くない」という理由でジョン・レモンと共に三蔵を狙うが最後には不死になる喜びを抑えきれず、自分の毒を浴びて絶命、天に召された際にジョン・レモンに「これからは毒に怯えず一緒に天国で暮らそう」と慰められたが、本人は「天国なんてあるわけねーだろもう一回死ね!!」と最後に違う「毒」を吐いた。その後はジョン・レモンと共に地獄へ行った。
牛魔王軍団
懲りずに出てきた牛魔王が今までの戦いを思い返し、「俺一人じゃ絶対に勝てない」というえらく悲しい結論を導き出した上で連れてきた軍団。しかし、全員巨大化した悟空に潰されて全滅された。
チャックン
全身にチャックが付いている妖怪。そのチャックから武器が飛び出し、ダマシ撃ちが得意である。
コンブッス
昆布の妖怪。水中戦が得意で、ボケも攻撃も海流同様に受け流す。
バチ太鼓
和太鼓の妖怪。江戸っ子口調で、相手を踊らせるのが得技である。

ムッシュ・バーン
虫歯菌の妖怪。永遠に歯をほじくり返して楽しく生きたいため三蔵を狙っており、こっそり三蔵の口の中に隠れていた。また、虫歯菌なので歯は磨いておらず、虫歯だらけになって全部抜いたため入れ歯をしている。虫歯菌なだけに口の中に入り込むことができ、歯に穴を空けて虫歯にできる他、噛む力は相当強く、入れ歯を抜かれてもなお噛んでいる。悟浄の歯に穴を空けて神経を串刺しにしたり、八戒に噛みついたりしたが悟空に如意棒で殴られて入れ歯を抜かれ、悟空の歯を全部虫歯にして抜いてやろうと口に入り込んだが逆に悟空に噛み切られそうになり、鉾で悟空を刺しまくった。その後、三蔵を食べようとしたが入れ歯がなく噛めないため丸飲みしようとした。しかし、体のサイズが合わなかったため途中で詰まって窒息した。
テルリン
てるてる坊主の妖怪で、三蔵一行は最初首を吊っている死体だと勘違いしていた。吊るされているので打撃は衝撃を受け流すため効かないが、そのせいでロープが伸びる範囲までしか移動できないのが欠点である。また、てるてる坊主にもかかわらず手足があり、あらかじめ吸った雨雲を自在に操ることができ、雨を降らせて相手を泥で動けなくした後で雷を落としていたぶるのが戦法である。しかし、その雷は約20秒ほどの充電を必要とし、複数落とすことは不可能である。また、半径10メートル以内で動いたものに落ちる。雲より高い所にいるので自分には落ちないが悟空が鼻水に付けた如意棒が避雷針となり、感電して黒焦げになった。
ヤ・マーン
山の妖怪で、手足があるが短いためパンチやキックは届かない。高い所（山）から“山式回転頭突（マウンテントルネードヘッドバット）”を繰り出したり、自らの体を削って崖崩れを起こせる（本人は相当痛いらしい）。超・巨人の術で更に大きくなった悟空の素手で潰されそうになるが頭が宇宙に飛び出しているため、息ができず苦しんだ悟空を咎めた。しかし、悟空の頭が倒れた拍子に衝突したため粉々に砕け散った。
ニンニク王子
ニンニクの妖怪で、自称『王子妖怪』。国民をこき使ったせいで革命が起き、処刑されてしまったため頭が取れやすくなっている（処刑された理由は性格にある）。落とした頭をよく野良犬に食われそうになって困っているため三蔵を食べて、血と肉にしようとする。頭が無い時は体は別に動かせるので、悟空の不意打ちをくらっても平気のように見えた（頭には効いているが）。また、体を操るには訓練が必要らしい。自身の頭を食べ、“ニンニクパワー”で巨大化し、悟浄と八戒を圧倒した。しかし、着地の衝撃でまた頭が取れてしまう。その後、ニンニクなだけに口の臭いで悟浄と八戒を完全にダウンさせたが悟空は如意棒で鼻栓をしたため臭いから免れており、足代わりにして伸ばした如意棒により頭を蹴飛ばされ、続いて体も頭を追ってどこかへと消えていった。
イカーン
イカの妖怪で、木の上で居眠りをしていたところ三蔵一行に遭遇した。体が滑っているため打撃はあまり効かず、またイカ墨を吐いて分身を作り出す。悟空と悟浄の共闘で叩きのめされ、止めを刺されそうになった時に悟空と悟浄を“足”で締め上げるも墨の水分でイカっぽくなった悟空を頭から突っ込んで風穴を開けたかと思われたがイカスミで作り出した分身であった。その後、頭が刺さって動けなくなったところを悟空に叩きのめされて絶命した。
キャメーン
仮面の妖怪で、あらゆる物に貼り付き、自由自在に操る。悟空たちと遭遇した時は岩に取り付いており、悟空に岩を壊された後は悟空に乗っ取って八戒を攻撃したが剥がされて悟空に追いかけられ、とっさに居合わせた悟浄に取り付いた。しかし、その拍子におでこに刺さったままだった手裏剣に刺さってしまい、刺さりどころが悪くて絶命した。
人間ドッグ
人間のような体格だが顔は犬の妖怪で、妖怪コンテスト2011優秀賞の一人。前記の見た目に加え、パンツ一丁に目が斜視というこれまで以上に奇妙な妖怪となっている（悟空からも「気味の悪い野郎だぜ」と酷評されている）。犬だけに骨が好きで、骨になった悟浄を舐めていた。舐められると悟空は猿、悟浄はカッパという風になぜか解りやすい顔に変わり、更に時間が経つとパンツ一丁になる。持前の動体視力と俊敏性で、悟空と悟浄の攻撃や不意打ちをかわしていくが骨好きの性格が仇となり、条件反射で悟空に投げ出された悟浄の骨に気を取られて悟空の如意棒を受け、これを好機とした悟空の人間ミサイルでバラバラに飛ばされた悟浄の骨を独り占めするも飛んできた悟浄の頭のくちばしに刺さって絶命した。
ツルタロウ
鶴の妖怪。見た目は鶴のように見えるが、実際は体格がかなりデカい上、言葉を話す、可愛いと言われようとしてる目、嘘ついてるため汗がすごい、模様に見える濃いヒゲ、肉食獣の牙がある、しらじらしく野生と書いてある、肩こり解消用の磁気ネックレスをしている、手がある、幸運を呼ぶブレスレットをしている、悪魔みたいなシッポがある、スネ毛を剃っている、ワナは本当に引っ掛かっている程の天然など全てが妖怪に見える姿をしている。体がでかい為に長くは飛べないながらも空中戦には自信があるが、足が細い為に着地の時に骨が折れやすい（骨折箇所にテープを巻けば問題はないが、今度は別の個所が折れる）。三蔵を奪って逃げようとするも骨折し過ぎて立てなくなってしまい、悟空とキントウン4号機がいざこざを繰り広げている間に悟浄と八戒によって叩きのめされた。
タイガー
鯛と虎の頭が融合した化物（ハーフ）妖怪で、妖怪コンテスト2011優秀賞の一人。鯛の方は語尾に「タイ」とつけ、博多弁で話している。鯛が風邪をひいているので、三蔵の肉を食べ治そうとしている（不死にはなるが、風邪にも効くかどうかは定かではない）。必殺技は“インフルエンザキャノン”だが、実際はただの咳であり、それ以前に俊敏で、悟空を圧倒させるほどである。また、気配を消すこともできるが、鯛が口をパクパク動かしているため、あっさり見破られた。悟空を圧倒し、三蔵を食べようとするが悟空が如意棒で三蔵を餌にして底なし沼に誘い込んだところを見事に嵌まり、そこで鯛が沼を泳いで三蔵を追いかけるが沼地が終わりに差し掛かったところで虎が溺れてしまう。その後、悟空のキックで沼に沈められた。
はんにゃあ
般若のお面のような顔の妖怪。その怖い顔のせいで因縁を付けるチンピラや警戒心丸出しの犬にからまれる日々を過ごしており、花が心を癒してくれるようで、踏まれた花を見ると悲しくなる。また、自分が踏むと頭を打ちつけて詫びようとする。しかし、つのが木に刺さって抜けなくなってしまうというマヌケな一面もある。見かけによらずいい人材であると思いきや、チンピラにからまれても死亡しない体になるため、三蔵を狙っている。目には魔力があり、般若奥義“睨羅魅（ニラミ）”で、相手を睨んで般若のような顔にし、相手が顔が引きつって体中の筋肉が硬直して動かなくなったところをつので突くのがおもな戦法（野蛮だが、つのが刺さって抜けなくなる）である。ちょうど悟空の目が戻ってきたところでもう一度奥義を放ったが悟空が手に持っていた鏡で自分自身を見てしまったため体が動かなくなってしまい、悟空によって殴られてつので開いた悟空の目と自分の目を取り換えられてしまう。
ハットリ
鳩の妖怪で、足は人型。武器として、相手の悪魔の心の芽を心に植え付ける。“魔芽鉄砲（マメでっぽう）”を使う。悪魔の心すなわち日頃の怒りを爆発させて仲間割れを狙っていたが、悪魔の心に支配された悟浄と八戒は悟空にあっけなく殴られ（悟空には元々悪い心しかないので効果がない）、悟空に止めを刺されそうになるが悟浄と八戒が割り込んできたため助かった。その後、悟空が悟浄と八戒に叩きのめされている隙に三蔵を連れて逃げ、三蔵を食べようとしたが悟空は三蔵に狙いをつけたようで、日頃の怒りで暴走した三蔵に散々殴られ、地面に落下して絶命した。
プーちゃん
クマのぬいぐるみの妖怪。ぬいぐるみなので打撃は効かず、なぜか消化できる。首が取れても生きているようで、頭が取れても針で縫いつけることができる。しかし、間違えて前後ろ逆に縫ってしまった（本人はわざとだと言っている）。また、雑ではあるがテープでも止められる。“熊の拳（ベアナックル）”で悟空にパンチを仕掛けたがぬいぐるみの体の中は綿なので効かなかった。その後は悟空に押さえつけられ、八戒が口の中から三蔵を引っ張り出した後に悟浄の割刃を食らいそうになり、寸前で逃げようとした悟空を掴んで盾にした。しかし、頭を割った悟空に衝突を回避され、自身は頭を縦に真っ二つに割られて絶命した。
ゴリドン
ゴリラの妖怪。人間好きだが、食料としての「人間好き」であったようで、三蔵を食おうとした前に人間をたくさん食べると不死になると思い込んでいた。手の平に叩かれた物は何でもペチャンコになってしまう。悟空たちを八つ当たりで全員ペシャンコにし（八戒は縦に潰れたため円型になってしまった）、三蔵をあっさり食べてしまうがあまりの美味しさに頬を叩いてしまったせいで顔半分ペチャンコになってしまう。その後、悟空の投げた三蔵の錫杖が脳天に刺さって絶命した。
ス・クワレール
リスの妖怪。
マージリュウ
龍の妖怪。見た目は本物の龍と変わりないが、身体は非常に小さい。主に噛み付く攻撃を行うが、小さい為に威力は生物に噛まれて普通に痛い程度である。悟空により胴体を締められて絶命した。
コンロン一味
コンロン
長身で痩せた外見をした妖怪で、一味のリーダー。残虐非道な性格で、様々な人物の絶望する姿を見ることに楽しみを感じている。自分の体を透明にすることができ、見えない場所から不意打ちを食らわせたり、相手に居場所を知られない状態で連続攻撃も可能となる。例え服に汚れが付いてもその汚れごと姿を消すことも可能となり、物を引っ掛けて姿を見つける手段も不可能に出来る。また、過去に幹部と共に三蔵法師（コウリュウの兄）を食べて不死になっており、最近は不死の力は完全になくなっているものの、心臓を食べていた為に自然治癒だけは出来る。悟空と対決し、自身の透明能力と実力を以って追い詰めるが、血を大量に撒いて足跡から居場所を見つけるという悟空の策に掛かり、彼の渾身の一撃を受けて大ダメージを負う。その後、治癒してなおも襲い掛かろうとしたが、部下の髪の毛を使って自身を仮死状態にするという悟空の策に気付き、透明になって逃げようとしたところを阻止され、最後は悟空に部下の髪の毛で刺されて透明のまま仮死状態にされた。
幹部
小柄、巨漢、美女、美男の4人の妖怪で、コンロンの部下。4人の本名は不明であるが、小柄と美女は非道な性格、巨漢はやや情がある性格、美男は一言も喋らない。全員過去に三蔵法師（コウリュウの兄）を食べて不死になっているが、最近は不死の力は完全になくなっている。また、小柄は、生き物を仮死状態にする毒が含まれた髪の毛を有しており、抜いた髪の毛を刺すことでどんな相手も仮死状態に出来る。コンロンの命令で三蔵を一時的に仮死状態にし、直後に八戒や悟浄、そこに駆け付けたキントウン3号機やドカンちゃんを相手に戦うが、互いに相討ちに終わる。また、小柄は、髪の毛をコンロン撃破時に使われる。

### 偽三蔵一行
「西遊記ヒーロー 偽GO空伝!」にて登場した三蔵一行の偽者。本物より先に天竺に行って本物になろうとするも本物の悟空に倒され、最後は役人に逮捕された。
偽三蔵法師
三蔵法師の偽者。おっさんの顔をしている。
偽孫悟空
孫悟空の偽者。本物の悟空と比べて不細工な顔をしている。
偽沙悟浄
沙悟浄の偽者。83歳と高齢である。
偽猪八戒
猪八戒の偽者。偽悟空たちと比べて大柄である。人間ミサイルの弾になっており、こちらは狙いは正確だが、あまり飛ばない。

### その他
一番偉い人
三蔵法師に天竺まで行って経典を取ってくるように頼んだ大唐国の長安の都の皇帝。偉人なのだが、かなり軽い性格である。
ドデカ太郎
悟空の如意棒を盗んだ体の大きい人間。悟空の如意棒を奪おうとしたが、金斗雲3号によって叩きのめされて気絶した。
巨大魚
「Go空外伝 食!如意棒伝説」にて登場した魚。如意棒をも砕く強靭な顎を持つ。悟空に川に魚がいるか、悟空に捕ってくるように突き落とされた八戒と悟浄を食べたが、悟空と如意棒を食べ合いをしている際に悟空の巨頭の術により食べられた（その後、悟空の口から八戒と悟浄が出てきた）。また、悟空が八戒を餌にして釣りをしようとしたところで悟空が八戒に食いついて自分の仕掛けた杭に串刺しになりそうになったところをその巨大魚が二匹を丸飲みしたが、釣り糸で釣られて杭の串刺しになった。その後、悟空と八戒に感謝されたが、結局は悟空に三蔵一行の食料にされた。
幽霊
墓場で三蔵一行に待遇した未練を残して死亡した人たち。三蔵法師のお経により成仏した。
ライアー
「ゴゴゴ西遊記大長編“絆深き破門”」にて登場した大剣が武器の妖怪ハンター。表向きは優しいが、裏向きは騙した妖怪を切り捨て、命乞いと見せかけて不意打ちをする等卑劣且つ残忍である。また、村が何度も妖怪に襲われているために雇われているが、実際は妖怪に村をわざと襲わせて利用しているだけで（切り捨てられた妖怪は死に際に「話が違う」と訴えていた。また、八戒も騙された）、妖怪を倒した後は報酬金を騙し取っていた。三蔵を利用してベロー一族に売りつけようとしたところを悟浄と八戒に阻止され、それでも悟浄は風邪、八戒はダマシ撃ちを喰らっており、2匹とも既に体力が残っていない状態であったために優勢に立つが、三蔵の心の声を聞いて駆け付けた悟空と壮絶な決闘になる。その後、悟空に圧倒された末に命乞いをし、それを悟空に拒絶されたところを三蔵に助けられ、それを好機として悟空を刺し、三蔵に対して「（敵味方の見分けも出来ない）馬鹿な貴様のお陰で命拾いした」と残忍な本性を現して嘲笑するが、純粋の心（悪意が満ち過ぎていたが故に悪い意味で純粋な心の持ち主になっていた）が仇となり、心の声を聞いた上で幻影の術を変わり身にして脱出していた悟空に出し抜かれてしまい、それに怒り狂って再び悟空に斬りかかろうとしたところを悟空の渾身の一撃を受けて気絶した。その後は捕縛され、村人の前に吊るされた。
キラク
三蔵のお供になるためにはるばる日本からやって来た忍者。忍者だけに“変わり身の術（実際は木を別に用意しているのではなく、『変化の術』で変わってやり過ごすもの）”や“分身の術”といった忍術を使う。三蔵のお供にして欲しいために「目的のためなら手段を選ばない」と3人の誰かと力ずくで変わってもらおうと画策し、その際に悟空を一番弱そうと判断（「見る目なしか!!」と悟浄と八戒から突っ込まれた）して勝負を挑むが、案の定悟空に叩きのめされる。その後は分身の術で悟空を撹乱させて上下から攻めたところをまたも叩きのめされ、今度は分身と二人で“人間手裏剣”で悟空を真っ二つにしたが、それは髪の毛の分身であり、最終的には更に増えた悟空の髪分身達によって自身の分身共々散々叩きのめされた（三蔵狙いではないため、止めは刺さなかった）。その後、リモコン式の手裏剣をひっさげて再戦するも自滅し、最後には「いつかお供になってやる…」と3度目の登場を仄めかせるような発言をしたが、結局3度目の登場はなく物語は最終回を迎えた。
村人
主に大長編に登場した村人たち。「絆深き破門」ではベロー一族に村を襲われるようになったため、妖怪ハンターライアーを雇ったが、彼の本性を知った後は村人全員が騙されていたにもかかわらず、誤魔化すそぶりを見せた。また、「永遠の死」では白皇と黒皇の力に太刀打ちできずに子供たちを犠牲にして生きていくことしか出来ず、その一人は連れて行かれる息子を救おうとし、ハイエナの返り討ちに遭って瀕死の重傷を負うが、最後には悟空たちに救われた。

## 作中用語

### 道具
如意棒
悟空の主な武器。この如意棒には感情があり、悟空の命令に嫌気が差して反乱を起こしたことがある（理由は悟空の命令の言い方）。しかし、その反乱の直後、悟空によって二つに折られる。
普段は耳に仕舞っている（その取り出し方は非常に不気味で、中から伸ばし、伸びた棒を耳から取り出す）が、現在は鼻の中に入れている。悟空によると鼻の穴が二つあるかららしいが、本当は腕を封じられたときに替えたらしい。
伸びる方向は決まっている。また、斬られたり溶けてしまっても問題はなく、伸ばして壊れてしまった部分を折れば元に戻る。食べることが可能なようで、味は食した悟空も「なんだこりゃ、うめぇじゃねーか」と評するほど美味しいとのこと。姿を変えることが出来る。
伸びる長さには限界があり、限界まで伸びると掃除機のコードの様に赤いテープが出る。
金斗雲
悟空が移動の際に使用する乗り物。作中では「キントウン」とカタカナ表記されている。4種類ものキントウンを所有している。
1号機
ドラマにも出てくる羽根型の乗り物。おっさんみたいな妖精がついていて、給料を毎月払わないと乗せてくれない。
「ゴゴゴ西遊記 新悟空伝」では悟空にクビにされた（理由は悟空曰く「(給料増やせやら仕事減らせやら)不平不満が多いから」）。
その後「風邪薬と爆弾団子屋」をやっていたが、確率50%のロシアンルーレット方式（片方は風邪薬の丸薬だがもう片方は丸薬型の強力な爆弾）だったことから閉店した。
2号機
雲形の乗り物。陸専用のため、タイヤがついている。役に立つのかは不明だが、サボテン魔人の回ではこれで一度悟浄と三蔵が暑さ凌ぎに涼んだことがある。4号機とは仲が悪い。作中では三蔵一行の移動は基本的に徒歩であるため、出番はほとんどない。
3号機
謎の機械兵。最早乗り物ではなく、雲の欠片もない。鉄製。「ウガガー」「ガー」など、ロボット口調で喋る（外伝作品『ゴゴゴサンゴーキ』では普通に会話ができる）。
戦闘力は悟空たちの中でもすこぶる高く、特にパンチやキックが強烈で、妖怪を一撃で倒したこともある。そんな強さだけあって悟空や八戒に頼られることも。しかし、たまに間違えて攻撃の際に味方を巻き込むこともある。また、3つの金斗雲の中ではこの3号が最も登場回数が多い。1号機同様、アルバイト制で時給が物凄く高いため、最初から呼んでしまうと大赤字になるらしい。金蟹曰く「悪魔のような兵器」。また、4号機が悟空のブローチに収納されるのを見て自分も4号機を真似てブローチに収納されようとしたが、悟空が潰れるだけだった為がっかりした。
この3号には友達がいるらしく、友達の引っ越しの手伝いをして助けに遅れたことがある他、ハワイ旅行に行って悟空の援護に来られなかったことがある。上半身と下半身は分離できるが、あまり動くと燃料切れになる。また、その際充電するのに2時間かかる設定だったが、「ゴゴゴ西遊記」ではぜんまい式に変更された（ただし外伝作品『ゴゴゴサンゴーキ』によると、それでもエネルギーの完全充填までには2時間掛かるが、ウフォーの時の様に敵を倒す為やトドメを刺す際に短時間動くだけならぜんまいを数回巻くだけで再起動が可能）。
胸部には原子爆弾に近いミサイルを内蔵している（その威力は被弾しただけで周囲を火の海に変える程）が、ロケットパンチはない（無理矢理腕を折って投げつけたことはある）。口からは破壊光線を出す。また、自爆機能が内蔵されているが、これは悟空の指示に逆らった時に悟空が起爆装置のボタンを押すことで作動する（悟空曰く「指一本で倒せる技」）。この機能はハードボイルドの回で使用し、ハードボイルドに致命的ダメージを与えた。形態変身<フォルムチェンジ>も搭載されているが、久しぶりに使うので失敗することも。
「ゴゴゴ西遊記」では、ドカンちゃんの回でドカンちゃんと結婚した。
4号機
手足が生えている雲形の乗り物。格闘系らしく蹴る・殴るの暴行を加えている。助走をつけることで浮遊が出来る。93歳。2号機とは犬猿の仲。普段は悟空の胸にある雲の形をしたブローチに収納されている。喋ることが出来ないのでプラカードで意思疎通を行なう。
ホー・ホホホイの回で初登場したが、「西遊記ヒーローGo空伝!」の書き下ろし「Go空外伝」が正式の初登場である。
かなりの酒乱で、登場したときは泥酔状態で役に立たなかった。しかしねっちー♀の回では嘔吐した後回復し、高齢とは思えないほどの本当の強さを現す。また、切れ目部分はトカゲの尻尾のように切り外しが可能で、牛魔王の回ではこの切れ目を切り離して悟空を置き去りにして逃げ出した。
5号機
実態はゴリドン（前述）によってペシャンコにされ、悟空に紙飛行機に折られた悟浄である。悟空は「気持ち悪い」と言っており、乗ろうとはせず、背中に時限爆弾を設置し妖怪に向けて飛ばしたが、爆弾が重くて上手く飛ばず、自爆（自滅）した。
0号機
3号機同様、機械兵。額に「0」と書かれていない量産機もある。
昔悟空と3号機と一緒に天界で大暴れした時に使われていたらしい。

緊箍児（きんこじ）
悟空と旅立つ前、三蔵が悟空の頭にはめた物である。通称「悟空暴走防止装置<ごくうぼうそうぼうしそうち>」。作中では“ギュウギュウわっか”、“わっか”としか呼ばれていない。ドラマではお経を唱えると輪がしまるが、この作品の場合では三蔵が「ギュウギュウ」という経を唱えると輪がしまり、「ユルユル」という経を唱えると輪がゆるくなる。反応の感度の強弱が決められ、設定が「強」であると、たとえ間違って言ってしまっても、輪はしまる。悟空の頭が変形するほど力が強く、さすがにその状態では悟空もまともに戦えない。ONやOFF機能も付いている。
骨魔鬼の回に久々に使用されたが、故障しているのか三蔵以外の人が「ギュウギュウ」と言っても輪がしまり、「ユルユル」と言っても輪がゆるくなった。その輪をはめている悟空が言っても反応する。そして、押し込む「ギュウギュウ」という「効果音」にも過剰反応してしまった。
『ゴゴゴ西遊記 新悟空伝』では外すと爆発する機能が追加されており、悟空も迂闊に外すことが出来ない。また、予備も132個ある。
ヒョウタン
銀角大王が持っていることで有名な妖器。主にヒョウタン魔王と白皇が持つ。名前を呼ばれて返事をしたものを吸い込む。吸い込まれた者は酸性の酒によって溶かされる。
妖怪磁石
牛魔王が悟空に復讐するため、装備した棒の先端にU字磁石をつけたような武器。名前を呼ばれたものを吸い寄せる。
ハイパーベイゴマ
今、子供の間で流行しているベイブレードのようなホビー。悟浄と八戒がその流行に乗っかっており、悟空からは「ただのコマ」呼ばわりされる。
スーパーヨーヨー
今話題のハイパーヨーヨーのようなホビー。悟空もこの流行に乗っかっている。コア部分には「謝」の文字が刻まれている。
なお、三蔵はこれらの光景を見て「この漫画が一番流行に乗っかってる…」と呆れ果てた。

### 妖術
以下、紹介するのは、作中で使われた妖術である。主に悟空が使うものが多いが、中には悟浄、八戒などが使えるものもある。
変化の術
悟空がよく使う妖術。他にもポンポコリンが使う。特に三蔵法師や八戒に変化する。悟浄は三蔵に変化しても容赦なく攻撃する。ひょうたん魔王などの撃退に用いた。
分身の術
敵を攪乱させる時にに使う妖術。髪の毛を抜くことでその抜いた者の分身が出来る。悟浄の弁によれば「レベルの高い妖術」とのこと。作中では悟空が猫俣の撃退時に使用した。使用する毛によって年齢が変わる（産毛だったら赤ん坊に、白髪だったら年寄りになる）。
脱皮の術
悟空や牛魔王、八戒、悟浄、銀蟹などの妖怪が使うことが出来る妖術。主な用途としては誰かに扮装するためのものと思われるが詳細は不明。悟空たちはこの術が結構気に入っているらしい。悟空はやり過ぎて骨だけになったことがある。悟浄もやろうとしたが途中で牛魔王に止められてしまった。
ミン・ゴルの回では、綺麗に脱皮できるようになった。
巨拳の術
拳を巨大にする妖術。悟空がモグモグ魔王との戦いで用い、地盤ごとモグモグ魔王を叩き潰した。
巨身の術
体を巨大化させる妖術。ただ単純に巨大になるのでなく、身長が伸びれば伸びるほど、体の幅が薄くなるという欠点がある。悟空、牛魔王が使用可能。
巨頭の術
頭を巨大化させる妖術。巨大魚を一飲みして食べた他、ゴガギュドッとの戦いで頭突きを喰らわすシーンがチラッと出てきた。増筋妖術、顔筋に似た術だが、こちらは顔の筋肉を増強させる術であるため、全く別の妖術である。
瞬間移動の術
悟空が使う、名の通りの妖術。だが、物凄く体力を使うらしく、使った後動けなくなるという欠点がある。
縮身の術
体を縮小させる巨身の術の逆の妖術。豆イドの撃退時に使用した。自分で戻すことは出来ず、30秒経たないと元に戻らない。
霊化の術
自ら幽体離脱する妖術。と言っても、如意棒を額にぶつけて幽体離脱するだけであり、自殺行為といった方が正しい。
火炎の術
口から炎を出す火遁の術のような妖術。ペタピョンの杵により餅化した悟空の手や八戒、悟浄を元に戻すときに使用した。また、洞窟の中では明かりを点す時に使われた。
石化の術
相手を石にする術。三蔵法師を土鮫から身を守ったり、土鮫を倒すために用いた。石になってしまった者は、数秒間経つまで動けなくなる。石の体は大変脆弱で、簡単に壊れる。こうなった場合はテープで応急処置が可能。
また、悟空は粉砕した土鮫の頭部を投げ捨てて三蔵を粉砕してしまったことがある。
幻影の術
光の屈折を利用し、自らの幻影を作り出す術。ヒトノミおろちの毒の牙から逃れる時に使用した。幻影は一度に複数作り出せるようである（作中では2体まで登場した）。また、大長編「絆深き破門」でも妖怪ハンターライアーとの戦闘で使用されている。
真剣白刃取り
刀を素手で受け止める技であるが、正式には術ではない。悟空、悟浄、ネムリギーが使用。八戒は悟空が振りかざした木の棒を受け止めようとしたが、タイミングが遅かったため顔がU字に曲がった。その後、ネムリギーの特訓により習得した。
ポコリン波
体を膨らませお腹を叩いて衝撃波を発生させる。ポンポコリンが使用。悟空も対抗しようとするも音が鳴るだけで衝撃波は発生しなかったが、ポンポコリンを倒した後に発生し、三蔵法師をふっ飛ばしてしまった。
穴あきの術
体中に穴を開ける術。ワワワに呪われそうになったところをこの術を用いて難を逃れた。穴はいくらでも開けることができる。
スポポの術
体をバラバラに分離する妖術。武力王に羽交い絞めされたところをこの術を用いて脱出し、脱出した武力王の頭を追い討ちした。分離した後、「合体」の一声で体と合身することで元に戻る。
爆猿地獄
悟空の周りを大爆破させる術。その強大な威力でベロー一族を全滅させた。
髪の毛ミサイル
髪の毛を飛ばし相手や地面などに突き刺す技。鬼義理の体を崩した（分身の術同様、限度があり、大量に飛ばしすぎて禿げてしまった）。
天活波
両手をトライアングル状に構え、その構えた手から妖気を溜め、相手にぶつける悟浄が使用する妖術。
巨人の術
体を巨大化させる妖術。巨身の術と似ているが、こちらはちゃんとした巨大化である。縮身の術同様自分で戻すことは出来ず、10分経てば自動で元に戻る。牛魔王と朽ちビルとの戦闘で使用（正確には巨体のままで戦うこととなる）した。また、牛魔王も使えることが明らかになった。
○○筋
筋肉を強化させる、通称“増筋妖術”。腕の筋肉を強化させる腕筋や胸部の筋肉を強化させる胸筋、脚部の筋肉を強化させる脚筋、顔の筋肉を強化させる顔筋などバリエーションが様々。ただし、このよう術は筋肉に負担が掛かり、使用後反動で針金のように細くなってしまうという欠点がある。ムシャーンとの戦闘で使用した。
入れ替わりの術
自分の意識と相手の意識を入れ替える妖術。大長編「永遠の死」で黒皇と白皇との戦闘で使用した。
気功波
両手を構え気を溜めて相手にぶつける妖術。作中では悟空と黒皇が使用。
自爆
体に気を溜め大爆発させる捨て身の妖術。白皇との戦闘で自分の体では勝ち目がないと判断した悟空がこの妖術を使い、その瞬間に入れ替わりの術で白皇と入れ替わって自分の体ごと撃退した。
千手観音の術
読んで字の如く、千手観音のように腕を千本に増やす妖術。牛魔王との戦闘で、牛魔王を考え事の片手間に倒した。作中では右腕を増やしている。
火猿の術/火豚の術
火炎の術（前記）とは別に、手の平に妖気を集中させて炎を出す妖術。八戒はこの術を悟空に教わった（しかしそれは「失敗して丸焼きになる」という悟空の思惑だったが失敗に終わった）。体温が低いと火が出せなくなるという欠点がある。八戒がシロクマンとの戦闘で使用した。
火破巻
高熱の炎を両手から放つ技。
喝波雷
凄まじい電撃を1点に放つ技。
光の天活波、炎の火破巻、雷の喝波雷と悟浄の技は強力を謳っている。
リアルの術
現実的（リアル）になれる妖術。4頭身に飽きた悟空が使用したが、八戒に「バランスとれないよ」と言われた。その後、悟浄と八戒をそれぞれリアルカッパ、リアルブタにした（ボケらしい）。また、本の中から現実の世界に出ることもできる。
阿修羅の術
顔と手が3つになり、どこから敵が来ても迎え撃てる術。死角なしだが、真ん中の取り合いでケンカになってしまうのが難点（真ん中が一番かっこよく目立てるポジションであるかららしい）。その力でキラクの手裏剣を見切ったが、左右の悟空が別々によけたため真ん中の悟空が真っ二つになってしまった。それ以来頭が割れるようになった。
割刃
悟浄が使う“カッパ戦術”高速で空気の刃を作り敵を切り裂く技。岩や木を真っ二つにするほどの威力である。

## 大長編
『西遊記ヒーローGo空伝!』、『ゴゴゴ西遊記』に連載された漫画。これまでのギャグストーリーと違い、シリアスシーンやバトルシーンが強調されている。
1. サルカニ合戦
2. 絆深き破門
3. 永遠の死

## 読切り等
真・GO空外伝
第2巻と第3巻、第4巻に掲載された外伝。
1. 食・如意棒伝説
2. ニセ・三蔵一行現る!!
3. 地上最強決定戦!!

巻末特別まんが
第2巻の巻末のみに掲載された読みきり漫画。タイトルは『悟空のヒマのつぶし方とつぶれ方』。この話が3号機が悟空たちより最強であることを表した。
特別編
『コロコロコミック』の付録に掲載された漫画。三蔵一行が森の中に迷ってしまったことから展開する話。三蔵法師が悟空たちより3号機の2番目に強いことが判明し、高僧としてみっともない一面が見られた。なお、この漫画は『ゴゴゴ西遊記』第3巻にCM漫画として収録された。タイトルは『天竺見えても目の前見えず』。
激リアル編
『コロコロG』夏号（2010年5月28日発売）に掲載された漫画。三蔵法師以外の人物が2頭身ではなくリアルに描かれている。なお、この話では現実の世界に飛んだ悟空が、掲載されているコロコロGの夏号（手書きではなく表紙をそのままトレースしている）を破く描写がある。

## コロコロコミック連載版と単行本版との相違点
- 西遊記ヒーローGo空伝!の掲載作品は、1巻ではコロコロ連載版に準じているが、2巻の中盤以降は連載版とはかなりバラバラに掲載されている[5]。
- 三蔵法師が気絶する時「妖怪見ると気絶する癖あり」（連載初期や一部の話では「妖怪見たら気絶する癖あり」）のコメントが表示されるが、2巻中盤以降では初期のコメントに訂正されている。ゴゴゴ西遊記中盤現在では「自分目当て」が追加されている。
- Go空伝3巻では、オシャカ様によって冥界から蘇生した妖怪の中で、上記のように諸事情により変更・書き下ろしがなされている。例えば、コロコロ連載版では金蟹と銀蟹が、単行本版では土鮫とサマヨイ幽霊に変更されている点や、ペタピョンが追加されている点などである。

## ゴゴゴサンゴーキ 西遊記外伝
『コロコロイチバン!』25号より連載開始。キントウン3号機を主役としたスピンオフ作品。現代に現われた3号機が泊まる所を探しており、主人公「斉天タイセー」（斉天大聖）と出逢う。

### 相違点
- 舞台は現代となっている。
- 3号機が人間に通じる言葉を話す。